# Federació de Futbol de Bangladesh
La Federació de Futbol de Bangladesh, també coneguda per les sigles BFF (en anglès: Bangladesh Football Federation, en bengalí: বাংলাদেশ ফুটবল ফেডারেশন), és l'òrgan de govern del futbol a la república de Bangladesh. Va ser fundada l'any 1972 i està afiliada a la Confederació Asiàtica de Futbol (AFC) i a la Federació Internacional de Futbol Associació (FIFA) des de 1973 i 1976 respectivament.
Des de 1997 és membre de la Federació de Futbol de l'Àsia del Sud (SAFF).
La BFF és la responsable d'organitzar el futbol de totes les categories, incloses les de futbol femení, futbol sala, futbol platja i les respectives seleccions nacionals.
Des de 1948 fins a l'any 2006 la competició principal de Bangladesh va ser la Lliga de Dhaka (en anglès: Dhaka League).
L'any 2007 es va fundar la Lliga bengalí de Futbol (en anglès: Bangladesh Premier League) que és la principal competició futbolística de Bangladesh.
L'any 2012 es va fundar el Campionat de Lliga de Bangladesh (en anglès: Bangladesh Championship League) que és la segona competició més important.
L'any 1980 es va crear la Copa Federació (en anglès: Federation Cup) que és la principal competició per eliminatòries de Bangladesh.
Altres competicions importants que organitza la BFF són (en anglès: DMFLC Senior Division Football League, Pioneer Football League, Independence Cup i Bangladesh Super Cup).